# Cyrtandra bruteliana
Cyrtandra bruteliana är en tvåhjärtbladig växtart som beskrevs av Sijfert Hendrik Koorders. Cyrtandra bruteliana ingår i släktet Cyrtandra och familjen Gesneriaceae. Inga underarter finns listade i Catalogue of Life.